# Йонково (гмина)
Йонково (пол. Jonkowo) — сельская гмина (волость) в Польше, входит как административная единица в Ольштынский повет, Варминьско-Мазурское воеводство. Население — 5361 человек (на 2004 год).

## Демография
| Перепись                       | Всего   | Всего | Женщины | Женщины | Мужчины | Мужчины |
| ------------------------------ | ------- | ----- | ------- | ------- | ------- | ------- |
| Единицы                        | человек | %     | человек | %       | человек | %       |
| Население                      | 5361    | 100   | 2631    | 49,1    | 2730    | 50,9    |
| Плотность населения (чел./км²) | 31,9    | 31,9  | 15,6    | 15,6    | 16,2    | 16,2    |

## Сельские округа
1. Гамерки-Вельке
2. Гажевко
3. Гедайты
4. Годки
5. Гутково
6. Йонково
7. Кайны
8. Ломы
9. Монтки
10. Нове-Кавково
11. Полейки
12. Порбады
13. Пупки
14. Старе-Кавково
15. Стенкины
16. Шалстры
17. Варкалы
18. Венгайты
19. Воловно
20. Балонг
21. Гамерки-Мале
22. Шелёнгово
23. Вилимово

## Соседние гмины
1. Гмина Дывиты
2. Гмина Гетшвалд
3. Гмина Лукта
4. Ольштын
5. Гмина Свёнтки